# Joseph Jean-Baptiste Albert

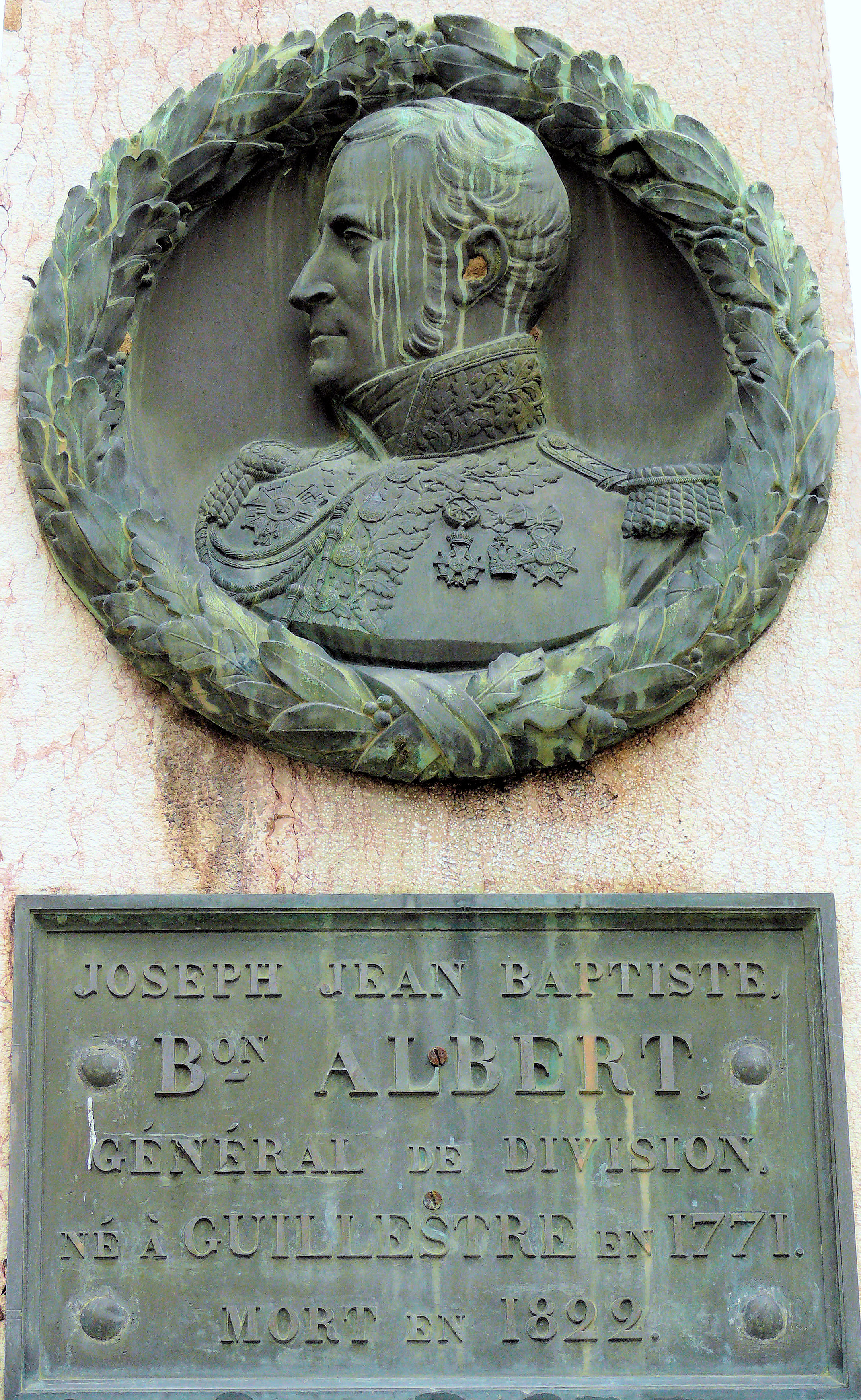
Gedenktafel zu Ehren von Joseph Jean-Baptiste Albert

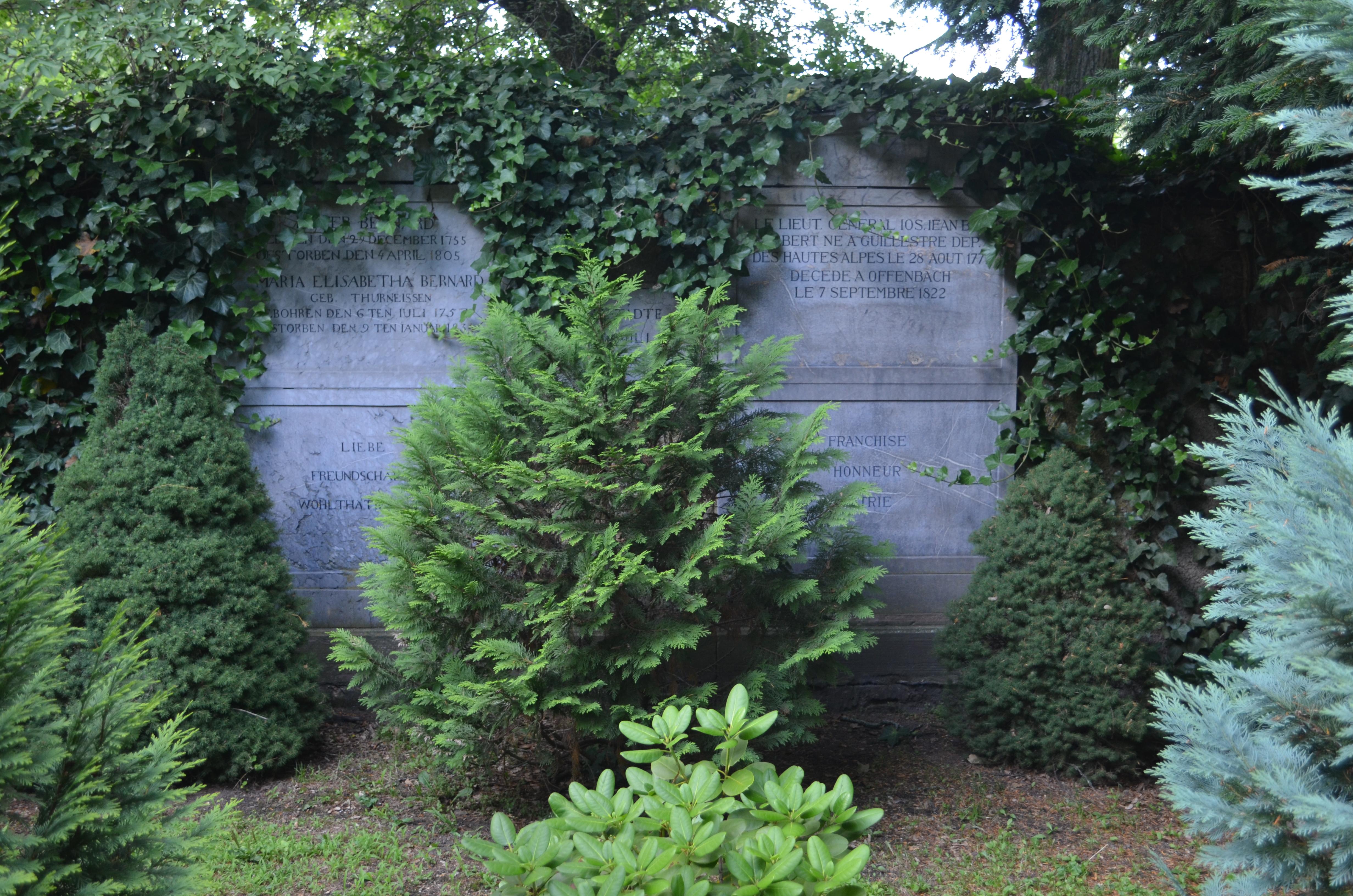
Grab von Joseph Jean-Baptiste Albert auf dem Alten Friedhof Offenbach

Joseph Jean-Baptiste Albert (* 28. August 1771 in Guillestre; † 7. September 1822 in Offenbach am Main) war ein französischer Général de division der Infanterie.

## Leben
Mit 20 Jahren trat Albert am 1. Dezember 1791 in die Armee ein. Er zeichnete sich bei Kämpfen in den Pyrenäen durch große Tapferkeit aus und wurde vom Direktorium dafür ausgezeichnet. 
Erster Höhepunkt der Karriere war 1799 seine Ernennung zum Aide-de-camp von General Charles Pierre François Augereau. Als Chef de brigade war Albert Anfang 1802 in Offenbach/Main stationiert und bei Peter Bernhard, einem Hugenotten französischer Herkunft einquartiert. Bereits im April desselben Jahres heiratete er dessen Tochter Lilly. 
Albert kämpfte bei Austerlitz (2. Dezember 1805), Jena (14. Oktober 1806) und bei Pułtusk (26. Dezember 1806). Unter Befehl von Marschall Augereau nahm er an der Schlacht bei Preußisch Eylau (7./9. Februar 1809) teil.
Unter Marschall Charles Nicolas Oudinot belagerte er Danzig und kämpfte bei Aspern (21./22. April 1809) und Wagram (5./6. Juli 1809). 
Albert nahm 1812 auch an Napoleons Russlandfeldzug teil. Er kämpfte bei Kljastizy (31. Juli 1812) und an der Beresina (26./28. November 1812). Nach der Schlacht bei Bautzen (20./21. Mai 1813) war er kurze Zeit im Stab von Napoleon, bevor er im Gefecht bei Haynau (26. Mai 1813) wieder ein eigenes Kommando führte. 
Während der Restauration fungierte Albert als Aide-de-camp von Louis-Philippe I. Als Napoleon die Insel Elba verlassen hatte und dessen „Herrschaft der Hundert Tage“ begannen, brachte er Louis-Philippe in Lille in Sicherheit und stellte sich in Paris Marschall Édouard Adolphe Mortier zur Verfügung. 
Nach der Schlacht bei Waterloo (18. Juni 1815) übernahm er bis 1818 noch einige administrative Aufgaben. Im Herbst 1818 legte er alle Ämter nieder und ließ sich in Offenbach bei seinen Schwiegereltern nieder. Joseph Jean-Baptiste Albert starb am 7. September 1822 im Alter von 51 Jahren in Offenbach und fand dort auch seine letzte Ruhestätte. Er ist auf dem Alten Friedhof Offenbach begraben.

## Ehrungen
- 31. Mai 1809 Commandeur der Ehrenlegion
- 24. August 1809 Couronne de fer
- 14. April 1810 Baron de l'Émpire
- 10. August 1813 Grand Officier der Ehrenlegion
- Sein Name findet sich auf dem östlichen Pfeiler (11. Spalte) des Triumphbogens am Place Charles-de-Gaulle (Paris).